# Колорина
Колори́на (итал. Colorina) — коммуна в Италии, в провинции Сондрио области Ломбардия.
Население составляет 1 452 человека (2008 г.), плотность населения составляет 85 чел./км². Занимает площадь 17 км². Почтовый индекс — 23010. Телефонный код — 0342.
Покровителем населённого пункта считается святой Бернард.

## Демография
Динамика населения:

## Администрация коммуны
- Официальный сайт: http://www.comune.colorina.so.it